# Luciano Tovoli
Luciano Tovoli (Massa Marittima, 30 oktober 1936) is een Italiaanse director of photography.
Tovoli studeerde eerst taalkunde en literatuur aan de universiteit van Pisa en vervolgens van 1956 tot 1958 aan het Centro Sperimentale di Cinematografia. Zijn eerste film als director of photography volgt in 1969, L'invitata van Vittorio De Seta. In zijn carrière zijn er enkele regisseurs waarmee hij veelvuldig samenwerkt, waaronder Michelangelo Antonioni, Dario Argento, Francis Veber, Ettore Scola en Barbet Schroeder.
Hij regisseerde zelf ook een enkele film, die verscheen in 1983: Il generale dell'armata morta met in de hoofdrollen Marcello Mastroianni en Anouk Aimée.

## Filmografie
- 1969: L'invitata van Vittorio De Seta
- 1969: ...e vennero in quattro per uccidere Sartana! van Demofilo Fidani
- 1972: Nous ne vieillirons pas ensemble van Maurice Pialat
- 1973: Chung Kuo, Cina van Michelangelo Antonioni
- 1973: Pane e cioccolata van Franco Brusati
- 1975: The Passenger van Michelangelo Antonioni
- 1975: La donna della domenica van Luigi Comencini
- 1976: L'ultima donna van Marco Ferreri
- 1976: Il deserto dei Tartari van Valerio Zurlini
- 1977: Suspiria van Dario Argento
- 1978: Ciao maschio van Marco Ferreri
- 1981: Il mistero di Oberwald van Michelangelo Antonioni
- 1981: Bianco, rosso e Verdone van Carlo Verdone
- 1982: Tenebrae van Dario Argento
- 1982: Oltre la porta van Liliana Cavani
- 1984: Bianca van Nanni Moretti
- 1985: Police van Maurice Pialat
- 1986: Les Fugitifs van Francis Veber
- 1989: Splendor van Ettore Scola
- 1989: Che ora è? van Ettore Scola
- 1990: Reversal of Fortune van Barbet Schroeder
- 1991: Il viaggio di Capitan Fracassa van Ettore Scola
- 1992: Single White Female van Barbet Schroeder
- 1992: Jackpot van Mario Orfini
- 1993: Mario, Maria e Mario van Ettore Scola
- 1994: Monkey Trouble van Franco Amurri
- 1995: Kiss of Death van Barbet Schroeder
- 1996: Before and After van Barbet Schroeder
- 1996: Le Jaguar van Francis Veber
- 1998: Desperate Measures van Barbet Schroeder
- 1998: Le Dîner de cons van Francis Veber
- 1999: Titus van Julie Taymor
- 2000: Le Placard van Francis Veber
- 2002: Murder by Numbers van Barbet Schroeder
- 2003: Tais-toi ! van Francis Veber
- 2008: Inju, la bête dans l'ombre van Barbet Schroeder
- 2009: Océans van Jacques Perrin
- 2013: Che strano chiamarsi Federico van Ettore Scola
- 2015: Amnesia van Barbet Schroeder

- Biblioteca Nacional de España: XX1173739
- Bibliothèque nationale de France: cb141417884 (data)
- Gemeinsame Normdatei: 137636474
- International Standard Name Identifier: 0000 0001 2141 5211
- Library of Congress Control Number: no2003083144
- Nationale Bibliotheek van Tsjechië: xx0060006
- Nationale Bibliotheek van Israël: 987007360670305171
- Istituto Centrale per il Catalogo Unico: UFIV121675
- Système universitaire de documentation: 061388424
- Virtual International Authority File: 81802640
- WorldCat: E39PBJcWyF4T3kcbdRrqP6jV4q